# Colomieu
Colomieu är en kommun i departementet Ain i regionen Auvergne-Rhône-Alpes i östra Frankrike. Kommunen ligger  i kantonen Belley som ligger i arrondissementet Belley. Kommunens areal är 5,96 km². År 2022 hade Colomieu 164 invånare.

## Befolkningsutveckling
Antalet invånare i kommunen Colomieu
Referens: INSEE